# Kertesziomyia hainanensis
Kertesziomyia hainanensis är en tvåvingeart som beskrevs av Huo och Ren 2008. Kertesziomyia hainanensis ingår i släktet Kertesziomyia och familjen blomflugor. Inga underarter finns listade i Catalogue of Life.